# Deizisau
Deizisau település Németországban, azon belül Baden-Württembergben. Lakosainak száma 6928 fő (2023. december 31.).

## Népesség
A település népessége az elmúlt években az alábbi módon változott:
| Lakosok száma | 4113 | 5348 | 6396 | 6263 | 6059 | 6180 | 6387 | 6550 | 6710 | 6928 |
|               | 1961 | 1967 | 1974 | 1980 | 1987 | 1993 | 2000 | 2006 | 2013 | 2023 |